# Ion Țiriac
Ion Ioan Țiriac (wym. [iˈon t͡siriˈak]; ur. 9 maja 1939 w Braszowie) – rumuński biznesmen i były tenisista oraz hokeista. Jest również właścicielem turnieju Madrid Open oraz honorowym obywatelem Braszowa.
17 grudnia 1971 wraz z Ilie Năstase został odznaczony orderem Ordinul Muncii I klasy.
W 2013 roku został wybrany do Międzynarodowej Tenisowej Galerii Sław.

## Lata młodości
Ojciec Țiriaca zmarł, gdy Ion miał 9 lat. W wieku 14 lat przyszły tenisista pracował w fabryce. Mieszkał na tej samej ulicy, co Günther Bosch, który jest trenerem tenisowym. Țiriac jest absolwentem bukareszteńskiego AWF-u (rum. Academia Națională de Educație Fizică și Sport București). Jako junior został też mistrzem Rumunii w tenisie stołowym.

## Kariera tenisowa

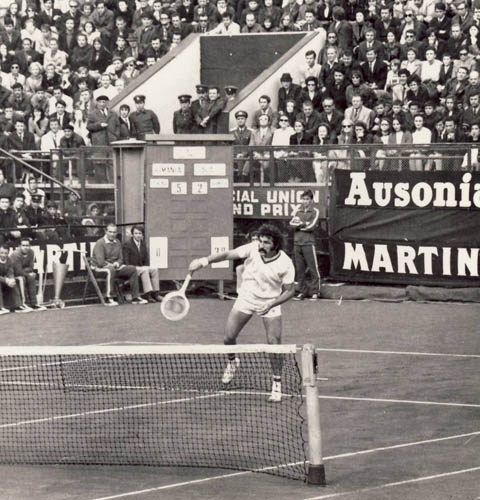
Țiriac w 1972

Țiriac pochodzi z Transylwanii. Prawdopodobnie dlatego jego przydomek to „Hrabia Drakula”. Nosił też przydomek „Braszowski Niedźwiedź”. Zanim został tenisistą, uprawiał hokej, gdyż mieszkał niedaleko hali. Grał w klubie Ṣtiinṭa Bukareszt. W hokejowej reprezentacji Rumunii zadebiutował w wieku 16 lat. Był członkiem hokejowej kadry narodowej w latach 1958-1964. Jako hokeista wystąpił na Zimowych Igrzyskach Olimpijskich 1964 i mistrzostwach świata. Niedługo później wybrał tenis jako swój główny sport. Z rodakiem Ilie Năstase wygrał French Open 1970 w deblu. W finale pokonali amerykańską parę Arthur Ashe/Charlie Pasarell 6:2, 6:4, 6:3. Był to już drugi finał wielkoszlemowy rumuńskiego debla. Cztery lata wcześniej, także w Roland Garros, para Năstase/Țiriac przegrała z amerykańskim deblem Clark Graebner/Dennis Ralston 3:6, 3:6, 0:6. W grze mieszanej Rumun osiągnął dwa finały mistrzostw Francji – w 1967 roku, kiedy razem z Ann Haydon-Jones ulegli Billie Jean King i Owenowi Davidsonowi 3:6, 1:6 oraz w 1979 roku, gdy wspólnie z partnerującą mu Virginią Ruzici nie sprostali Wendy Turnbull i Bobowi Hewittowi, przegrywając wynikiem 3:6, 6:2, 3:6.

## Kariera trenerska
Po zakończeniu kariery Țiriac trenował m.in. Gorana Ivaniševicia, Marata Safina, Dinarę Safiną czy Virginię Ruzici. W latach 1985–1994 był także trenerem Borisa Beckera, który pod jego okiem wygrał pięć turniejów wielkoszlemowych. W 1998 został prezesem Rumuńskiego Komitetu Olimpijskiego. Był nim do 2004 roku.

## Finały turniejów wielkoszlemowych

### Gra podwójna (1–1)
| Końcowy wynik | Nr | Data | Turniej | Nawierzchnia | Partner      | Przeciwnicy                   | Wynik finału  |
| ------------- | -- | ---- | ------- | ------------ | ------------ | ----------------------------- | ------------- |
| Finalista     | 1. | 1966 | Paryż   | Ceglana      | Ilie Năstase | Clark Graebner Dennis Ralston | 3:6, 3:6, 0:6 |
| Zwycięzca     | 1. | 1970 | Paryż   | Ceglana      | Ilie Năstase | Arthur Ashe Charlie Pasarell  | 6:2, 6:4, 6:3 |

### Gra mieszana (0–2)
| Końcowy wynik | Nr | Data | Turniej | Nawierzchnia | Partnerka        | Przeciwnicy                    | Wynik finału  |
| ------------- | -- | ---- | ------- | ------------ | ---------------- | ------------------------------ | ------------- |
| Finalista     | 1. | 1967 | Paryż   | Ceglana      | Ann Haydon-Jones | Billie Jean King Owen Davidson | 3:6, 1:6      |
| Finalista     | 2. | 1979 | Paryż   | Ceglana      | Virginia Ruzici  | Wendy Turnbull Bob Hewitt      | 3:6, 6:2, 3:6 |

## Kariera biznesowa

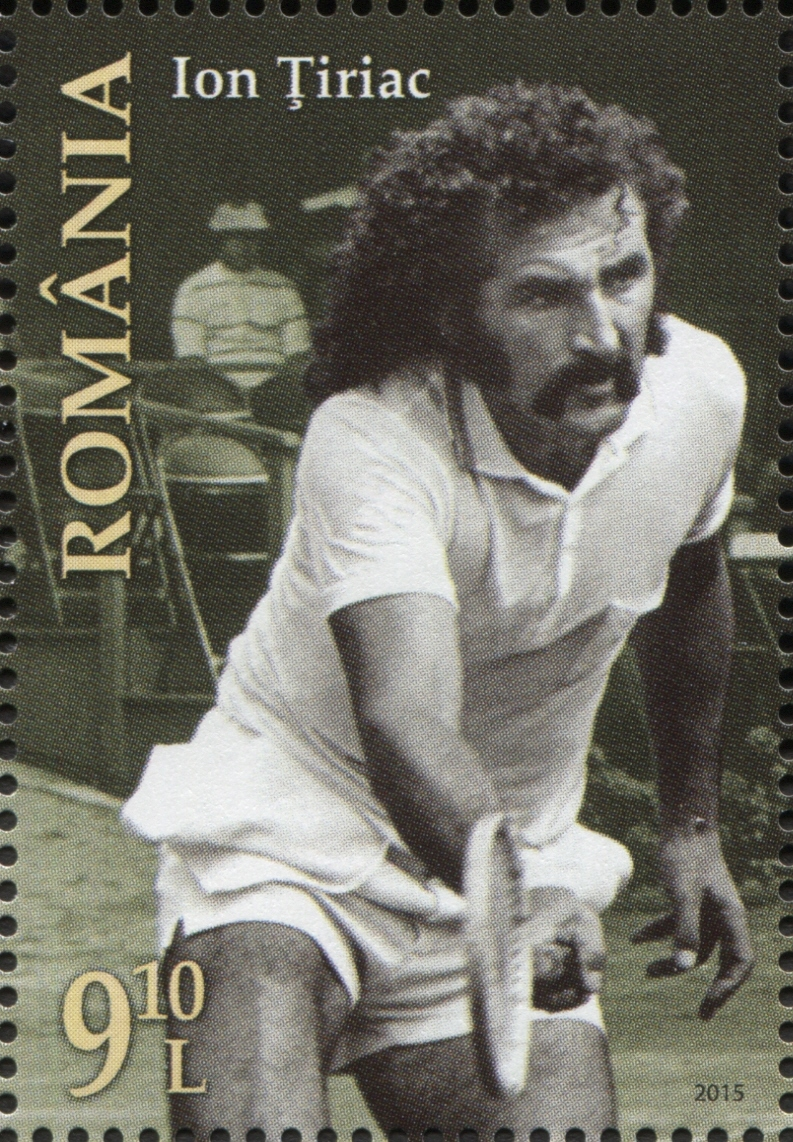
Rumuński znaczek pocztowy poświęcony Țiriacowi (2015)

Po zakończeniu kariery Țiriac został biznesmenem. W 1990 założył pierwszy prywatny bank w postkomunistycznej Rumunii, Banca Țiriac (właśc. Banca Comercială Ion Tiriac SA; od 2007 UniCredit Țiriac Bank). W 1994 założył firmę ubezpieczeniową Ion Țiriac Insurance, która w 2000 została włączona do grupy Allianz. W 1997 założył własne linie lotnicze – „Ion Tiriac Air”. Są to jedyne prywatne linie lotnicze w Rumunii. W 1999 założył firmę leasingową Molesey Leasing Group SA, która w maju 2000 zmieniła nazwę na Tiriac Leasing SA. Rumun jest także producentem kawioru i właścicielem firmy Țiriac Auto obejmującej 65 biur sprzedaży samochodów na terenie Rumunii. Posiada 15% udziałów w rumuńskim oddziale niemieckiej sieci supermarketów Metro.

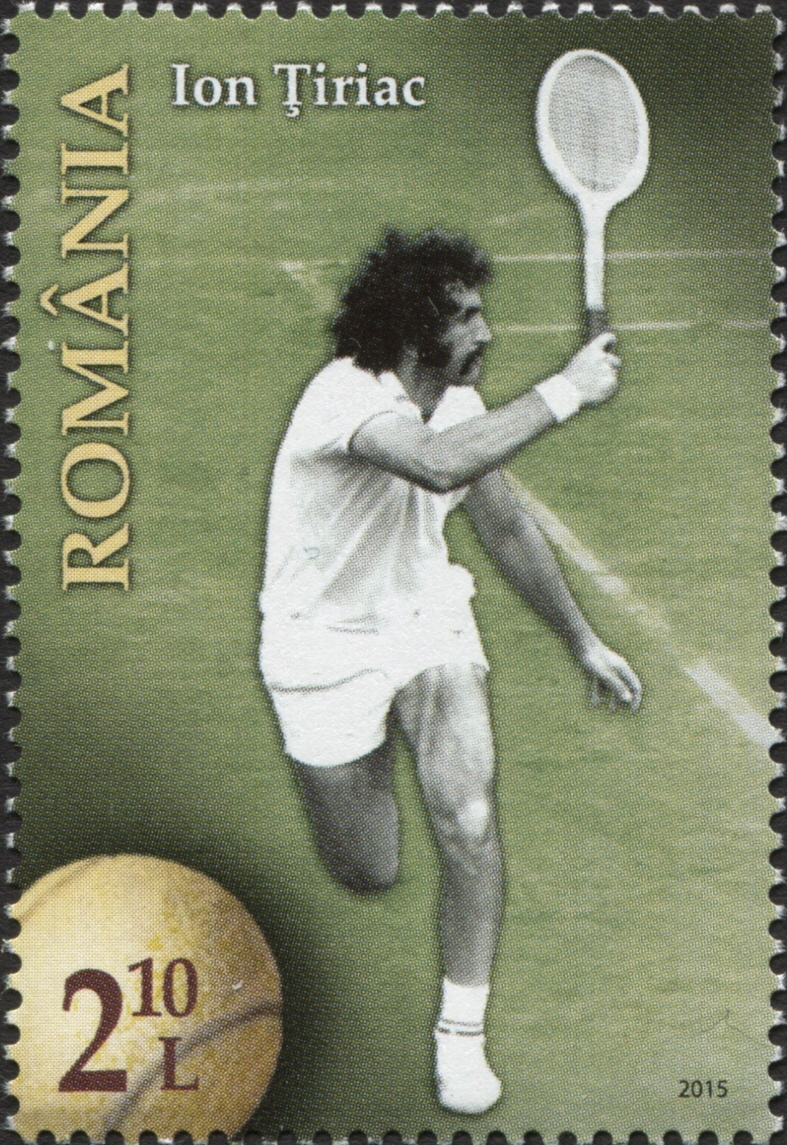
Rumuński znaczek pocztowy poświęcony Țiriacowi (2015)

W 2005 był najbogatszym Rumunem. W 2007 znalazł się na 840. miejscu listy najbogatszych ludzi świata magazynu „Forbes” i został trzecim najbogatszym Rumunem, natomiast trzy lata później znalazł się na pierwszym miejscu rankingu 300 najbogatszych Rumunów i 937. na liście „Forbesa”. Jest najbogatszym nieaktywnym sportowcem na świecie. Był koordynatorem budowy kompleksu sportowego w Bukareszcie, który został otwarty w 2012 roku i otrzymał jego imię.
Ion Țiriac posiada ogromną kolekcję samochodów (Tiriac Collection), publicznie dostępną w obiekcie na przedmieściach Bukaresztu. Zajął 77. miejsce na opublikowanej w 2006 roku liście najwybitniejszych Rumunów.

## Życie prywatne
Țiriac w latach 1963-1965 był żonaty z piłkarką ręczną Eriką Braedt. Z dziennikarką Sophie Ayad ma dwoje dzieci – Karima i Ioanę. Ma też syna Alexandra Iona z modelką Mikette von Issenberg. Uważa, że jest ojcem 33 dzieci, mimo iż jego ojcostwo zostało oficjalnie potwierdzone jedynie w trzech przypadkach.

## Upamiętnienie
W październiku 2015 wydano serię znaczków pocztowych upamiętniających Țiriaca.

## Literatura dodatkowa
- Angela Gaudioso. Der Kommissar. „SPIN”, s. 38-40, 68, 1986-01. ISSN 0886-3032. OCLC 12872607. (ang.).